# Linaria incompleta
Linaria incompleta là một loài thực vật có hoa trong họ Mã đề. Loài này được Kuprian. mô tả khoa học đầu tiên năm 1936.